# (34264) Sadhuka
2000 QN124 (asteroide 34264) é um asteroide da cintura principal. Possui uma excentricidade de 0.03050030 e uma inclinação de 9.16853º.
Este asteroide foi descoberto no dia 28 de agosto de 2000 por LINEAR em Socorro.